# Coupe d'Algérie de football 2002-2003
Navigation
Coupe d'Algérie
2001-2002 Coupe d'Algérie
2003-2004
La Coupe d'Algérie de football 2002-2003 voit le sacre de l'USM Alger, qui bat le CR Belouizdad en finale.
C'est la sixième Coupe d'Algérie remportée par l'USM Alger et c'est la septième fois que le CR Belouizdad atteint la finale de cette compétition.

## Trente deuxièmes de finale
Les matchs des trente deuxièmes se sont joués le 2 mars 2003.
| Équipe 1         | Score                      | Équipe 2              | Buteurs                                                                                        | Date et Lieu                                     |
| CR Beni-Thour    | 2 - 1 ap (but en or)       | CRB Bougtob           | Hadj Moussa 31e Helali Slimane 104e / Cherfaoui 81e                                            | 28 février 2003, (Laghouat)                      |
| ES Setif         | 1 - 1 ap (tirs au but 4-5) | SA Mohammadia         | Mahfoudhi 4e / Laaroussi 90e                                                                   | 2 mars 2003, (Blida)                             |
| MC Oran          | 2 - 0                      | NRB Grarem            | Gouaiche 28e Meçabih 48e                                                                       | 2 mars 2003, (Boufarik)                          |
| NA Hussein Dey   | 2-1 ap (but en or)         | WA Boufarik           | Yacef 44e Zarabi 119e (or) / Bakir 27e                                                         | 2 mars 2003, (Boumerdès)                         |
| SC Mecheria      | 1 - 2                      | CA Batna              | Djedidi 60e / Rahim 24e Guidouh 90e                                                            | 2 mars 2003, (Rouiba)                            |
| CRB Aïn Charchar | 0 - 2                      | WA Tlemcen            | Farès El Aouni 25e Chaib 55e                                                                   | 2 mars 2003, (Boufarik)                          |
| CR Belouizdad    | 2 - 1                      | GC Mascara            | Amraoui 39e (csc) Mezouar 43e / Senouci 51e                                                    | 2 mars 2003, (Ain Temouchent)                    |
| NRB Teleghma     | 0 - 1                      | MO Constantine        | Griche 25e                                                                                     | 2 mars 2003, (Ain M'lila)                        |
| RC Kouba         | 2 - 3 ap (but en or)       | E Collo               | Boussoufiane 63e Salem Hamouda 72e / El-Amri Boudjemaa 30e (pen.) Boussalssal 49e Gueyssar 96e | 2 mars 2003, (Sétif)                             |
| ASM Oran         | 4 - 2                      | ES Mostaganem         | Hamzi 34e Naimi 41e Tahar 75e 83e / Bouhrez 53e Rabeh 60e                                      | 2 mars 2003, (Sig)                               |
| MSP Batna        | 1 - 3                      | JSM Bejaïa            | Koulib 23e / Boulaincer 5e Nasri 10e Boukamacha 44e                                            | 2 mars 2003, (El Eulma)                          |
| Paradou AC       | 1 - 2                      | JS Kabylie            | Athmani 1re / El-Arbi 8e Medjoudj 24e                                                          | 2 mars 2003, (Khemis El Khechna)                 |
| ASO Chlef        | 1 - 0 ap (but en or)       | MC Alger              | Hadji 97e (or)                                                                                 | 2 mars 2003, (Médéa)                             |
| USM Alger        | 3 - 0*                     | RCG Oran              | Forfait                                                                                        | 2 mars 2003, (Chlef)                             |
| USM Blida        | 0 - 2                      | SCM Oran              | Dida 79e Belhadef 85e                                                                          | 2 mars 2003, (Chlef)                             |
| IR Mecheria      | 0 - 2                      | CA Bordj Bou Arreridj | Lounici 58e Khadhara 89e                                                                       | 2 mars 2003, (Tiaret)                            |
| IRB Laghouat     | 0 - 4                      | USM Annaba            | Allim 10e 15e Djeb El-Kheir 44e 82e                                                            | 2 mars 2003, (Biskra)                            |
| OM Arzew         | 1 - 2 ap (but en or)       | ES Guelma             | Bendhiaf 90e / Ziaya 26e Brahmia 92e (or)                                                      | 3 mars 2003, (20 août Alger)                     |
| MC Debdaba       | 0 - 1                      | USM Bel Abbès         | Karfah 55e                                                                                     | 3 mars 2003, (Mechria)                           |
| CRB El Milia     | 2 - 2 ap (tirs au but 3-0) | MC Bouira             | Adjila 16e Haoui 53e (pen.) / Réda Zouani 19e 41e                                              | 3 mars 2003, (Sétif)                             |
| JS Djijel        | 2 - 0                      | CC Sig                | Mezrek 43e Si Barket 95e                                                                       | 3 mars 2003, (20 août Alger)                     |
| USM Sétif        | 1 - 0                      | USB Hassi R'mel       | Youcef 4e                                                                                      | 3 mars 2003, (Bousaada)                          |
| HB El Bordj      | 0 - 3                      | ES Bouakeul           | Afoufou 10e Mokhtari 45e 50e                                                                   | 3 mars 2003, (Hussein Dey)                       |
| MC El Bayadh     | 0 - 1                      | OM Ruisseau           | Ben Kadjoune 47e                                                                               | 3 mars 2003, au Stade de Meflah Aouad, (Mascara) |
| IR Ouled Naïl    | 0-1 ap (but en or)         | AR Skikda             | Chebatt 101e                                                                                   | 3 mars 2003, (Batna)                             |
| NRB Berriane     | 0 - 1                      | US Chaouia            | Adda 43e (pen.)                                                                                | 3 mars 2003, (El Oued)                           |
| E Sour Ghozlane  | 1 - 0                      | JSM Tiaret            | Djediet 78e                                                                                    | 3 mars 2003, (Boufarik)                          |
| CS Constantine   | 1 - 0                      | AS Bordj Ghedir       | Ouachem 33e                                                                                    | 3 mars 2003, (El Eulma)                          |
| O El Oued        | 1 - 3                      | IB Khemis El Khechna  | Bouheni 81e / Djeknoun 56e Camara 40e 58e                                                      | 3 mars 2003, (Batna)                             |
| Hydra AC         | 2 - 0                      | ES Béchar             | ?                                                                                              | 3 mars 2003, (Saïda)                             |
| WB Aïn Benian    | 0 - 2                      | USM El Harrach        | Benaissa 20e Chache 87e                                                                        | 3 mars 2003 (Rouiba)                             |
| JS Ouled Khelouf | 0 - 1                      | US Biskra             | Boussaada 69e (pen.)                                                                           | 3 mars 2003, (Bousaada)                          |

## Seizièmes de finale
Les matchs des seizièmes de finale se sont joués le jeudi 13 mars 2003.
| Équipe 1              | Score                      | Équipe 2       | Buteurs                                                          | Lieu                                 |
| --------------------- | -------------------------- | -------------- | ---------------------------------------------------------------- | ------------------------------------ |
| CS Constantine        | 0 - 1                      | USM Bel-Abbès  | Mosbah 6e                                                        | Stade OPOW de Boumerdés              |
| USM Annaba            | 1 - 2                      | US Chaouia     | Selhat 45e / Ghedidi 44e Louaar 84e                              | Stade de Guelma                      |
| JSM Béjaïa            | 0 - 1                      | USM Alger      | Cheraitia 70e                                                    | Stade OPOW de Bordj Bou Arreridj     |
| E Sour El Ghozlane    | 0 - 1 ap (but en or).      | Hydra AC       | Saoudi Zakaria 103e                                              | Stade OPOW de Médéa                  |
| SCM Oran              | 1 - 1 ap (tirs au but 3-5) | ES Bouakeul    | Hmaida 69e / Cheyboune 84e                                       | stade de kouba                       |
| MO Constantine        | 3 - 2                      | ASM Oran       | Kherkhache 6e Mohamed Amir Bourahli 75e 84e / Guessbaoui 72e 94e | Stade 20 Aout 55 Alger               |
| SA Mohammadia         | 1 - 2                      | MC Oran        | Laarouci 5e (pen.) / Daoud Bouabdallah 70e 94e                   | Stade Said Ahmed de Sig              |
| CR Belouizdad         | 1 - 0                      | USM El Harrach | Ali Moussa 81e                                                   | Stade OPOW de Blida                  |
| CA Bordj Bou Arreridj | 3 - 1                      | CR Beni-Thour  | Nelayadhi 10e Khadhara 34e (pen.) Noutine 52e / Bessissa 32e     | Stade de Biskra                      |
| ES Guelma             | 0 - 3                      | JS Kabylie     | Ghazi 13e Saib Moussa 63e Dob Fodhil 83e                         | Stade Mohamed Guessab de Sétif       |
| WA Tlemcen            | 1 - 0                      | ASO Chlef      | Bettouef 67e                                                     | Stade de Meflah Aoued, Mascara       |
| CA Batna              | 3 - 0                      | AR Skikda      | Rahim 17e Ben rabeh 61e Zouaghi 88e                              | Stade de Ain-M'lila                  |
| E Collo               | 1 - 2 ap                   | USM Sétif      | Lounis 80e / Derradji 79e Bouadham Halim 104e                    | Stade Benabdelmalek de Constantine   |
| US Biskra             | 1 - 2 ap (but en or)       | NA Hussein-Dey | Boussaada 73e / Bendebka 45e 104e                                | Stade d'El-Eulma                     |
| CRB El Milia          | 1 - 0 ap (but en or)       | JS Djijel      | Hedjila 105e                                                     | Stade Bouteldja Abdelhamid de Skikda |
| IRB Khemis El Khechna | 0 - 1                      | OM Ruisseau    | Mouaci 87e                                                       | Stade Bologhine Alger                |

## Huitièmes de finale
Les matchs des huitièmes de finale se sont joués le lundi  24 mars 2003.
| N° | Date | Équipe 1       | Score             | Équipe 2              | Buteurs                               | Lieu                                       |
| -- | ---- | -------------- | ----------------- | --------------------- | ------------------------------------- | ------------------------------------------ |
| 1  | 2003 | JS Kabylie     | 2 - 0             | ES Bouakeul           | Mounir Dob 35e / Noureddine Daham 74e | Stade 8 Mai 1945                           |
| 2  | 2003 | NA Hussein Dey | 0 - 0 (t.a.b 4-2) | CA Bordj Bou Arreridj | /                                     | Stade de l'Unité maghrébine                |
| 3  | 2003 | USM Sétif      | 1 - 1 (t.a.b 4-5) | CR Belouizdad         | / Anwar Boudjakdji                    | Stade Communal de Sour El-Ghozlane         |
| 4  | 2003 | OMR El Anasser | 0 - 1             | USM Alger             | Issaad Bourahli 35e                   | Stade Mustapha-Tchaker                     |
| 5  | 2003 | MC Oran        | 1 - 0             | WA Tlemcen            | Cheïkh Benzerga 88e                   | Stade du 24-Février-1956                   |
| 6  | 2003 | US Chaouia     | 0 - 1             | USM Bel-Abbes         | Bakir 49e                             | Stade du 20-Août-1955 (Alger)              |
| 7  | 2003 | Hydra AC       | 1 - 0             | CA Batna              | Meziane 65e                           | Stade du 20-Août-1955 (Bordj Bou Arreridj) |
| 8  | 2003 | MO Constantine | 1 - 0             | CRB El Milia          | Mohamed Amir Bourahli 51e             | Stade OPOW Bouthaldja de Skikda            |

## Quarts de finale
Les matchs des quarts de finale se sont joués le jeudi  17 avril 2003.
| N° | Date          | Équipe 1       | Score | Équipe 2      | Buteurs                                                  | Lieu                                |
| -- | ------------- | -------------- | ----- | ------------- | -------------------------------------------------------- | ----------------------------------- |
| 1  | 17 avril 2003 | NA Hussein Dey | 0 - 2 | USM Alger     | Ouichaoui 23e, Djahnine 29e                              | Stade du 20-Août-1955 (Alger)       |
| 2  | 17 avril 2003 | USM Bel-Abbès  | 0 - 1 | MC Oran       | S. Daoud 43e                                             | Stade de l'Unité Africaine, Mascara |
| 3  | 17 avril 2003 | JS Kabylie     | 1 - 2 | CR Belouizdad | Berguiga 37e / Arafat Mezouar 10e Talis 65e              | Stade de Rouiba, Rouiba             |
| 4  | 17 avril 2003 | MO Constantine | 4 - 0 | Hydra AC      | Azizane 36e Babouche 42e Kherkhache 74e M.A Bourahli 80e | Stade de l'Unité maghrébine, Béjaïa |

## Demi-finales
Les matchs des demi-finales se sont joués le jeudi  5 juin 2003.
| N° | Date        | Équipe 1      | Score | Équipe 2       | Buteurs             | Lieu                       |
| -- | ----------- | ------------- | ----- | -------------- | ------------------- | -------------------------- |
| 1  | 5 juin 2003 | CR Belouizdad | 1 - 0 | MO Constantine | Rouaïghia 71e       | Stade du 20-Août-1955, BBA |
| 2  | 5 juin 2003 | USM Alger     | 3 - 0 | MC Oran        | Bourahli 5e 72e 84e | Stade Mâamar Sahli, Chlef  |

## Finale
La finale a eu lieu au Stade Mustapha Tchaker à Blida, le jeudi  12 juin 2003.
| 12 juin 2003 | USM Alger                         | 2 - 1 a.p. | CR Belouizdad | Stade Mustapha Tchaker, Blida                                                                          | |
| 16h00        | Ghoul 39e (pen.) · Ouichaoui 117e | (1 - 0)    | Rouaïghia 55e | Arbitrage : M. Abderaouf Berber (Alger) assisté par M.M Ahmed Kaïd (Oran) et Karim Berrahmoune (Alger) | Arbitrage : M. Abderaouf Berber (Alger) assisté par M.M Ahmed Kaïd (Oran) et Karim Berrahmoune (Alger) |
| 16h00        | Rapport                           |            |               | Arbitrage : M. Abderaouf Berber (Alger) assisté par M.M Ahmed Kaïd (Oran) et Karim Berrahmoune (Alger) | Arbitrage : M. Abderaouf Berber (Alger) assisté par M.M Ahmed Kaïd (Oran) et Karim Berrahmoune (Alger) |

| Gardien de but                        | 1  | Hichem Mezaïr     |     |      |
|                                       | 2  | Salim Aribi       | 6e  |      |
|                                       | 3  | Tarek Ghoul       |     |      |
| Capitaine                             | 4  | Mounir Zeghdoud   |     |      |
|                                       | 5  | Mahieddine Meftah |     |      |
|                                       | 6  | Farid Djahnine    |     |      |
|                                       | 9  | Karim Ghazi       |     |      |
|                                       | 8  | Billel Dziri      | 23e |      |
|                                       | 10 | Hocine Achiou     |     |      |
|                                       | 7  | Amar Ammour       |     | 84e  |
|                                       | 11 | Issaad Bourahli   |     | 101e |
| Remplaçants :                         |    |                   |     |      |
|                                       | 14 | Moncef Ouichaoui  |     | 84e  |
|                                       | 13 | Mohamed Cheraïtia |     | 101e |
| Entraîneur :                          |    |                   |     |      |
| Azzedine Aït Djoudi et Boualem Charef |    |                   |     |      |

| Gardien de but | 1  | Slimane Ould Mata     |  |     |
|                | 2  | Yacine Slatni         |  |     |
| Capitaine      | 5  | Abderrahmane Selmi    |  |     |
|                | 6  | Anwar Boudjakdji      |  |     |
|                | 4  | Nassim Bounekdja      |  |     |
|                | 3  | Samir Zazou           |  | 97e |
|                | 8  | Brahim Arafat Mezouar |  |     |
|                | 11 | Billel Harkas         |  | 46e |
|                | 7  | Mohamed Talis         |  |     |
|                | 10 | Fayçal Badji          |  | 83e |
|                | 9  | Ali Moussa            |  |     |
| Remplaçants :  |    |                       |  |     |
|                | 13 | Abdelaziz Rouaïghia   |  | 46e |
|                | 15 | Fadel Settara         |  | 83e |
|                | 12 | Brahim Amieur         |  | 97e |
| Entraîneur :   |    |                       |  |     |
| Bacha          |    |                       |  |     |

| Coupe d'Algérie de Football Vainqueur 2003 |
| ------------------------------------------ |
| USM Alger 6e titre                         |